# Opa Beelen
Opa Beelen was van 2005 tot 2015 een typetje in het ochtendprogramma GIEL van Giel Beelen op 3FM. In 2016 bleek dat dit een rol was van journalist Martijn van Stuyvenberg.

## Loopbaan
De fictieve opa Guus Beelen, geboren op 25 september 1925 in Doetinchem en weerman in Hummelo, gaf op maandag-, woensdag- en vrijdagochtend in het radioprogramma van zijn zogenaamde kleinzoon diskjockey Giel Beelen een weersvoorspelling. Gedurende opa's praatje over het weer ging hij ook in op het wel en wee van de inwoners van Hummelo (zoals buurman Braakhuis: 'de varkenskop') en besprak hij zijn belevenissen met grootmoeder. De weersvoorspelling werd afgesloten met een (weer)spreuk. Een voorbeeld daarvan: 'Wie bij tegenwind zijn land bemest, draagt aan 't eind van de dag een bruin vest!'.
In 2018 keerde Opa Beelen terug in de radioshow van zijn 'kleinzoon'.